# El Rebolledo
El Rebolledo (conocido simplemente como Rebolledo) es una entidad singular de población y núcleo de población del municipio español de Alicante. Tiene una superficie de 12 km² y se encuentra a una distancia de 13 km de Alicante y 18 km de Elche. El casco urbano de Rebolledo está ubicado en paralelo a la Autovía de Alicante, de modo que se puede acceder al mismo desde esta vía.

## Descripción
El Rebolledo, que viene a significar lugar de rebollos, es decir, de robles, fue llamado antiguamente la Puerta de Alicante porque era el primer lugar del municipio por el que accedían los viajeros procedentes de la meseta. La zona está a 155 m de altitud.
Rebolledo, una partida con un pasado agrícola y ganadero, hoy es la más autónoma del municipio con centro médico y colegio propios.

## Fiestas
El Rebolledo celebra de manera anual las fiestas de su patrona, la Virgen del Carmen, el día 16 de julio. Por otro lado, también se celebran las tradicionales fiestas de Moros y Cristianos el 1 de julio. A pesar de formar parte del municipio de Alicante, en El Rebolledo, al igual que en las demás pedanías del municipio, no celebran las fiestas de Hogueras de San Juan el día 24 de junio. Sin embargo, se celebran las fiestas del Rocío.

## Población
En el año 2022, El Rebolledo tiene un total de 1221 habitantes distribuidos de la siguiente manera:
- Rebolledo, 874
- Diseminado, 347